# Artemisia argyi
Espèce

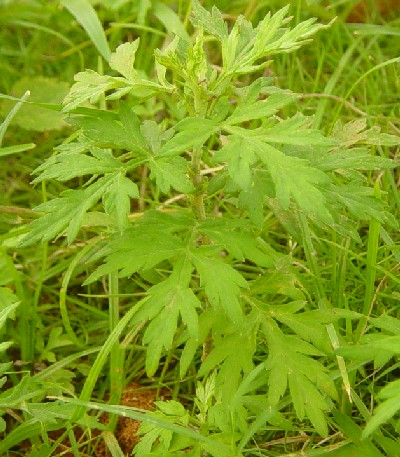
Armoise pour moxibustion.

Artemisia argyi H.Lév. & Vaniot, dite « armoise chinoise » (en mandarin : Àicǎo, Ai4Cao3 艾草), est une espèce de plantes à fleurs de la famille des Asteraceae.
Cette armoise asiatique est utilisée dans diverses préparations, comme plante médicinale. Elle est souvent confondue avec sa voisine Artemisia princeps, l'armoise dite « japonaise », ou avec l'armoise vulgaire (Artemisia vulgaris).

## Utilisation
L'Armoise de Chine est principalement utilisée comme plante médicinale, plus connue en Chine sous le nom de "gai you" ou "ai ye" . Elle est utilisée en cas d'eczéma, d'inflammation, de saignements et pour traiter les problèmes de menstruation. Elle est aussi administrée contre la tuberculose.
Les parties feuillues sont broyées et triées afin d'obtenir une laine feutrée destinée à la pratique de la moxibustion (en mandarin : 艾灸 Àijiǔ, Ai4Jjiu3).

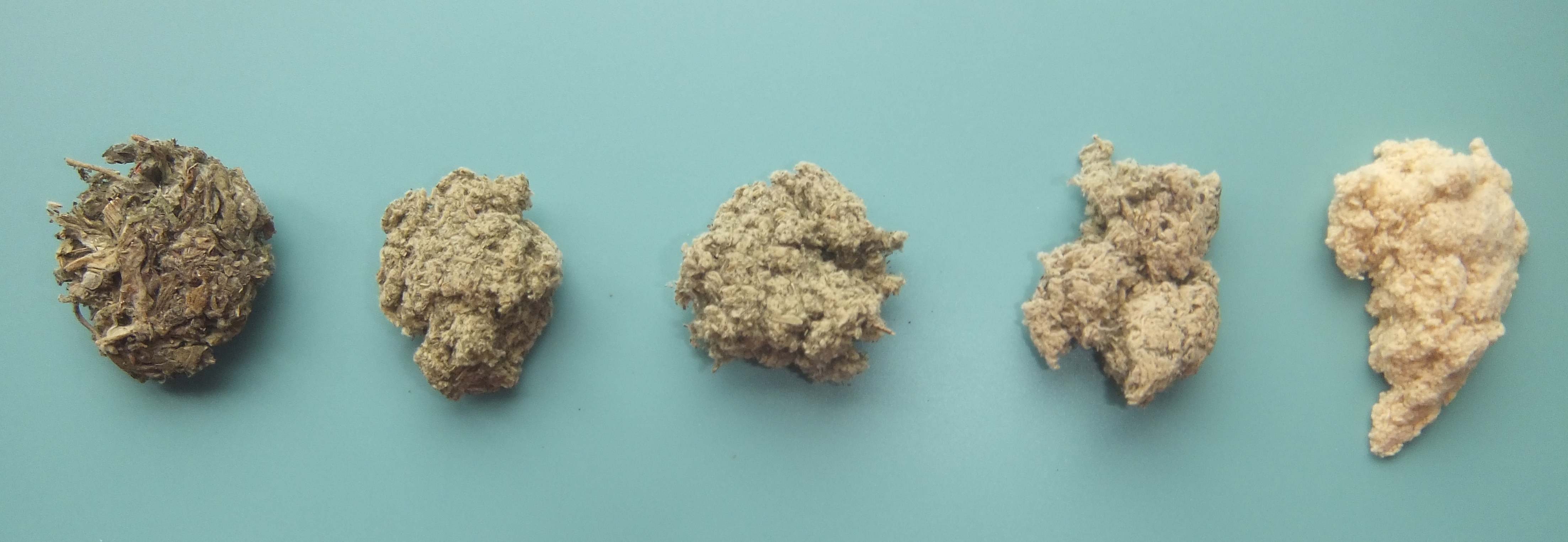
Bourre de moxa (laine d'armoise) classée selon différents grades de purification en fonction du taux de séparation des poils de la face inférieure des autres parties de la feuille séchée.

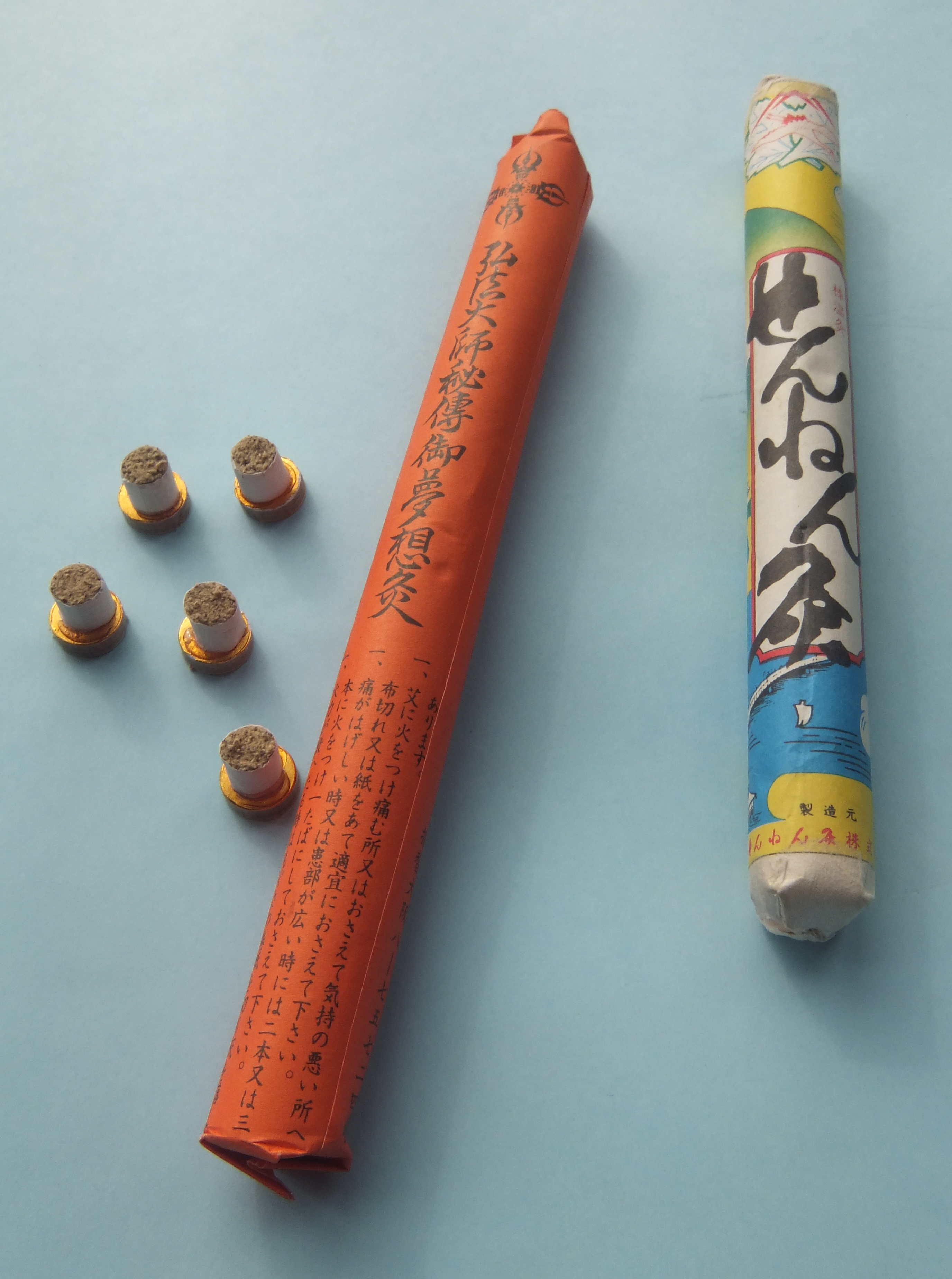
Artemisia argyi écrasée et conditionnée sous forme de bâton de moxa ("cigares") pour la moxibustion.

Des branches d'Armoise sont également traditionnellement suspendues au fronton des portes d'entrée des maisons pour protéger des démons puis brûlées en fumigation pour purifier l'espace domestique.

## Classification
Cette espèce a été décrite en 1910 par les botanistes français Hector Léveillé (1863-1918) et Eugène Vaniot (?-1913).

### Synonymes
Selon The Plant List (24 septembre 2015) :
- Artemisia argyi f. argyi
- Artemisia argyi var. argyi
- Artemisia argyi f. gracilis (Pamp.) Kitag.
- Artemisia argyi f. microcephala Pamp.
- Artemisia chiarugii Pamp.
- Artemisia handel-mazzettii Pamp.
- Artemisia nutans Nakai
- Artemisia nutantiflora Nakai
- Artemisia nutantiflora Nakai ex Pamp.
- Artemisia vulgaris var. incana Maxim.
- Artemisia vulgaris var. incanescens Franch.

### Liste des variétés
Selon Catalogue of Life (24 septembre 2015) :
- variété Artemisia argyi var. argyi
- variété Artemisia argyi var. gracilis

Selon Tropicos (24 septembre 2015) (Attention liste brute contenant possiblement des synonymes) :
- variété Artemisia argyi var. argyi
- variété Artemisia argyi var. eximia (Pamp.) Kitag.
- variété Artemisia argyi var. gracilis Pamp.
- variété Artemisia argyi var. incana (Maxim.) Pamp.